# الدر اسکورولز ۳: ماروویند
الدر اسکورولز ۳: موروویند (به انگلیسی: The Elder Scrolls III: Morrowind) یک بازی ویدئویی جهان باز در سبک نقش‌آفرینی اکشن است که توسط بتسدا گیم استودیوز توسعه یافته و به‌وسیلهٔ بتزدا سافت‌ورکز منتشر شده‌است. این سومین قسمت در مجموعه بازی‌های الدر اسکورولز و ادامه الدر اسکورولز ۲: دگرفال می‌باشد. این بازی در سال ۲۰۰۲ برای مایکروسافت ویندوز و کنسول ایکس‌باکس منتشر شده‌است.